# Ragnar Lodbrok
Ragnar Lodbrok (dosł. Ragnar „Włochate Portki”, rzadziej tłumaczone jako: Ragnar „Łamacz Praw”; stnord.: Ragnarr Loðbrók) (zm. przed 865 w Brytanii) – władca Danii.
Miał być potomkiem w prostej linii króla Godfreda.

## Podboje
Ragnar Lodbrok miał wielokrotnie napadać na Francję i Brytanię. W roku 845 Ragnar na czele wikińskiej floty dopłynął rzekomo Sekwaną do Paryża i złupił miasto.

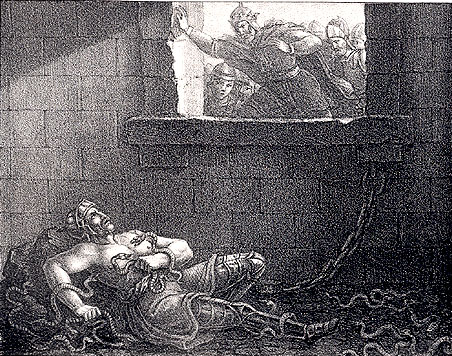
Śmierć Ragnara Lodbroka

Według legendy zginął w Brytanii przed 865 rokiem, wrzucony do dołu pełnego jadowitych węży na rozkaz króla Elli z Nortumbrii ; przed śmiercią miał zakrzyknąć: „Gdyby warchlaczki wiedziały, jak umiera stary dzik!”. Słowa te dotarły do jego synów i w roku 865 Ivar Ragnarsson z braćmi Halfdanem Ragnarssonem i Ubbe Ragnarssonem poprowadził Wielką Armię Pogan do inwazji. Legenda głosi, że pomścili oni śmierć ojca w okrutny sposób, wyłuskując pokonanemu anglosaskiemu władcy wszystkie żebra. Ragnar i jego synowie swą siedzibę mieli prawdopodobnie na Zelandii, zaś ich królestwo sięgało od Skanii przez Bohuslän po Viken. Prawdopodobnie to Ragnar z synami zapoczątkowali zorganizowaną ekspansję na zachód, mobilizując zarówno siły duńskie jak i norweskie.

## Potomstwo
Według kroniki Saxona Gramatyka, Ragnar był trzykrotnie żonaty – z tarczowniczką Lagerthą, wysoko urodzoną Thorą Borgarhjort oraz Aslaug. Jednak ani Ragnars saga loðbrókar, ani Ragnarssona þáttr nie wspominają o Laghercie. W obu tych opowieściach (wcześniejszych niż kronika Saxona) pierwszą żoną Ragnara jest Thora, której rękę szesnastoletni wówczas bohater zdobywa zabijając smoka. Po jej śmierci spowodowanej chorobą zrozpaczony Ragnar szukać miał zapomnienia na wikińskich wyprawach, aż wreszcie poznał Aslaug. W ten sam sposób historię rodzinnego życia Ragnara przedstawia elegijna pieśń Lament Kraki. W związku z tym wielu badaczy uznaje Laghertę za postać fikcyjną, doszukując się w niej bądź to bogini Thorgerdy, bądź to nawiązania do legend o walkiriach
Był legendarnym ojcem wielu słynnych wojowników, między innymi  :
- Ivara Bez Kości,
- Björna Żelaznobokiego,
- Halfdana Ragnarssona,
- Sigurda Wężowe Oko
- Ubbe Ragnarssona.
- Hvitserka Ragnarssona(inne języki)

## Ragnar Lodbrok w kulturze
Ragnar Lodbrok był wspominany w sagach i zachodnioeuropejskich rocznikach. Jest jednym z najpopularniejszych wikingów.
Przywołany został również w powieści Edwina Atherstone’a Sea Kings in England.
Jego postać stała się głównym bohaterem serialu Wikingowie – wcielił się w niego Travis Fimmel . Ragnar Lodbrok jest bohaterem powieści polskich autorów Kornelii i Stanisława Dobkiewiczów Kruk Odyna. Opowieść o Ragnarze Lodbroku przesławnym wikingu IX stulecia, Warszawa 1979.